# 宣酒
宣酒是安徽宣城出产的一种白酒，源于1951年当局将当地“敬亭酿酒作坊”、“古泉酿酒作坊”、“水阳酿酒作坊”和“狸桥酿酒作坊”四家私人糟坊合并成立的安徽国营水阳酒厂，后数度易名。但宣酒的酿造工艺却可上溯至1500余年前唐朝天宝年间，纪春(字东轩)于当地所开酒坊所产的“老春酒”，曾为李白所喜；诗仙七游“江南诗山”敬亭山时，每次来都必到纪春家中酣饮。后纪春去世，李白更作诗《哭宣城善酿纪叟》：“纪叟黄泉里，还应酿老春，夜台无李白，沽酒与何人？”以奠。  清朝中后期，酿酒技艺发生了重大变化，由小药曲酿制的老春酒遂演变为小曲加麦曲的黄酒。1962年，宣酒厂发掘出七口古窖池，以纪氏古法为基础，古窖泥为种泥，扩大培养新的宣酒小窖，依传统小窖酿制工艺酿制出了兼香型白酒。2004年改制为民企，为中档价格产品。和众多酒厂因采用大窖池并同时拥有数十成百个品牌不同，宣酒改制之后的成功之道乃迄今只专注小窖酿造并只有数个核心品牌。